# Rejectaria
Rejectaria är ett släkte av fjärilar. Rejectaria ingår i familjen nattflyn.

## Bildgalleri

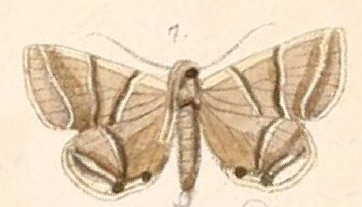
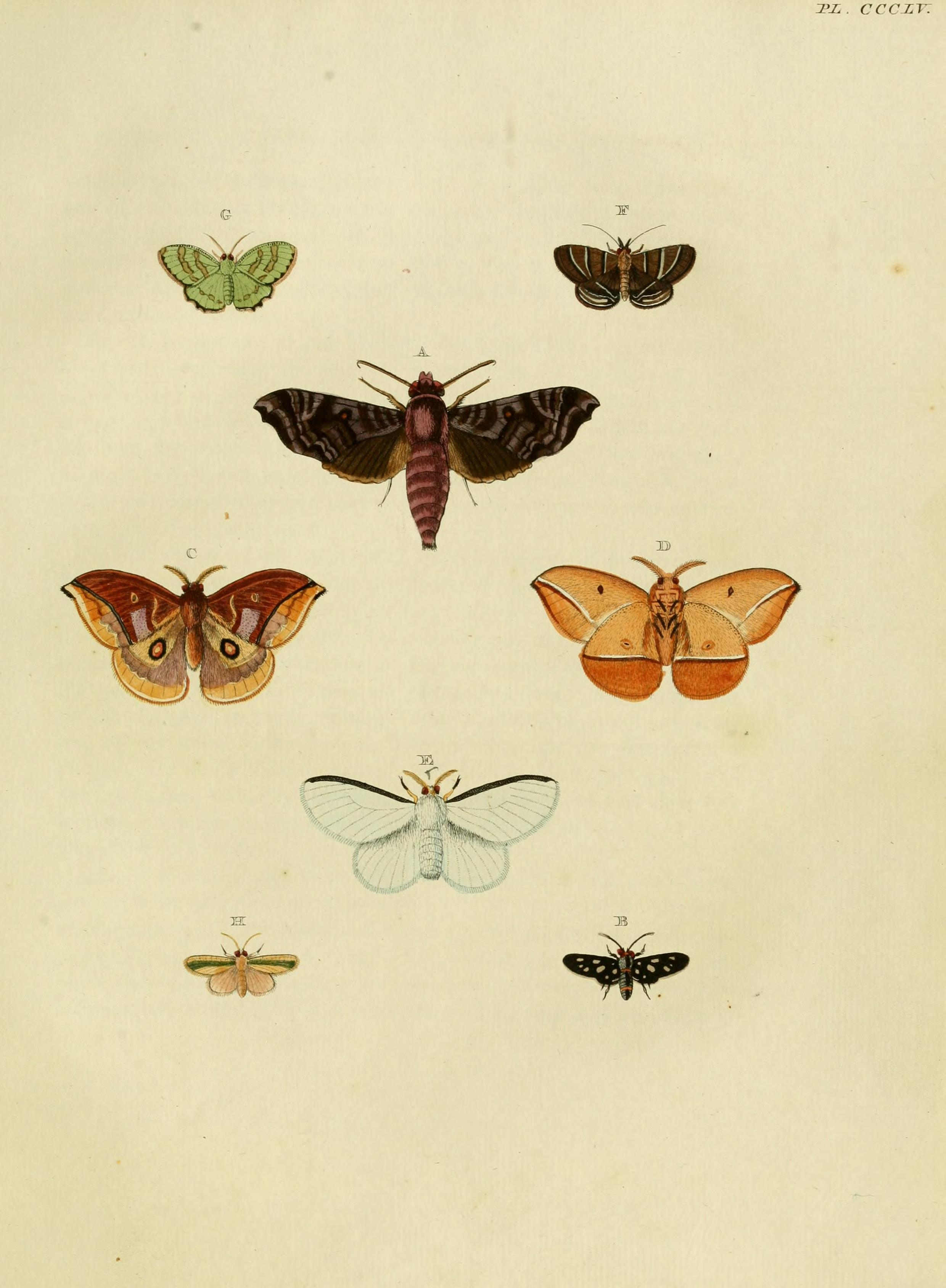

## Dottertaxa tillRejectaria, i alfabetisk ordning[1]
- Rejectaria albisinuata
- Rejectaria albolineata
- Rejectaria amicalis
- Rejectaria antorides
- Rejectaria anysis
- Rejectaria aratus
- Rejectaria arenacea
- Rejectaria atrax
- Rejectaria carapa
- Rejectaria chisena
- Rejectaria cocytalis
- Rejectaria craftsalis
- Rejectaria cucutalis
- Rejectaria erebalis
- Rejectaria flavipunctulata
- Rejectaria fulvibrunnea
- Rejectaria galinalis
- Rejectaria glaucophora
- Rejectaria glaucopis
- Rejectaria incola
- Rejectaria lactiferalis
- Rejectaria lineata
- Rejectaria lysandria
- Rejectaria lyse
- Rejectaria maera
- Rejectaria magas
- Rejectaria modestalis
- Rejectaria moestalis
- Rejectaria niciasalis
- Rejectaria nigripunctata
- Rejectaria nucina
- Rejectaria palindia
- Rejectaria pallescens
- Rejectaria panola
- Rejectaria parvipunctalis
- Rejectaria paulosa
- Rejectaria pharusalis
- Rejectaria prunescens
- Rejectaria rosimonalis
- Rejectaria rufifuscalis
- Rejectaria splendida
- Rejectaria striataria
- Rejectaria talausalis
- Rejectaria theclalis
- Rejectaria villosa
- Rejectaria zenos